# Redoute Marollenput
De redoute Marollenput was een redoute nabij de buurtschap Marollenput, gelegen tussen Oostburg en Nieuwvliet.
Deze redoute werd in 1605 door de Staatsgezinden aangelegd om de daar toen aanwezige vaarwegen (nieuwerhavense Gat, Coxysche Gat en Zwarte Gat) te beheersen.
In 2012 werd deze schans gereconstrueerd.